# Величково (Ярославская область)
Величково — село в Гаврилов-Ямском районе Ярославской области России. Входит в состав Шопшинского сельского округа Шопшинского сельского поселения.

## География
Село находится в юго-восточной части области, в зоне хвойно-широколиственных лесов, на правом берегу реки Шопшы, к югу от автодороги 78К-0016, на расстоянии примерно 19 километров (по прямой) к северо-западу от города Гаврилов-Ям, административного центра района. Абсолютная высота — 166 метров над уровнем моря.

### Климат
Климат характеризуется как умеренно континентальный, с умеренно холодной зимой и относительно тёплым летом. Среднегодовая температура воздуха — 3 — 3,5 °C. Средняя температура воздуха самого холодного месяца (января) — −13,3 °C; самого тёплого месяца (июля) — 18 °C. Вегетационный период длится около 165—170 дней. Годовое количество атмосферных осадков составляет 500—600 мм, из которых большая часть выпадает в тёплый период.

### Часовой пояс
Величково, как и вся Ярославская область, находится в часовой зоне МСК (московское время). Смещение применяемого времени относительно UTC составляет +3:00.

## История
Каменная одноглавая церковь в селе во имя св. Николая и Успения Пресвятой Богородицы построена в 1801 году.
В конце XIX — начале XX века село входило в состав Шопшинской волости Ярославского уезда Ярославской губернии.
С 1929 года село входило в состав Шопшинского сельсовета Гаврилов-Ямского района, с 2005 года — в составе Шопшинского сельского поселения.

## Население
| 1859 | 2007 | 2010 |
| ---- | ---- | ---- |
| 50   | ↘0   | →0   |

## Достопримечательности
В селе расположена колокольня Церкви Николая Чудотворца (1801).